# オーナー
オーナー（owner）とは、所有権者のこと。株式を公開せず独占的に経営権を保有する経営者や、公開していても株式の過半数を握っている経営者または大株主を指すこともある。

## 概要
一般に社長がオーナーである場合は「オーナー社長」といい、店主がシェフを兼ねる料理店の場合はそのシェフを「オーナーシェフ」という。賃貸住宅の大家、店舗の店主、企業（新聞社やプロ野球球団が多い）の社主、馬主や自動車、船舶の持ち主などを指す。

## 事例
- 日本ボクシングコミッション - 管轄するボクシングジム（日本プロボクシング協会加盟ジム）を保有する者に対して同組織が発行する「クラブ・オーナーライセンス」を義務付けており、これを給付された者をいう[1]。
- 馬主 - 競走馬を所有しているもの。各国の共通事項である。
- マジック:ザ・ギャザリング - カードの法律上の所有者を「オーナー」と明確に定義している。例えばゲーム中にカードを奪われても、終了後には法律上の所有者に返却するルールが有る（メンコやベーゴマはゲーム上で負けたら、実際のオーナーが変わる。）。
- パートナーシップ - 所有権と責任を持ったもので運営される企業など。

## 「所有権者」以外の者も指す例
「オーナー」の所有権者という一般的意味から離れた定義で用いられることもある。
- 日本野球機構 - (後述) 法律上の所有者でなくてもオーナーと呼ばれる場合がある。
- 雇われオーナー - 多店舗展開した組織で店舗ごとに雇用した店長などを示す言葉。個人経営店のオーナーのような職務を行うが、「パートナーシップ」のような所有権は持っていない。
- 名誉オーナー - 組織や不動産などの名誉上のオーナーのこと。法律上のオーナーであることは必須条件ではない。
- 賃貸借 - 所有権を引き渡さない一時的な利用権を持っている物をオーナーと言う場合がある。農地のオーナー制度、協賛、命名権など。

### 日本野球機構
日本のプロ野球の統括団体の一つ 日本野球機構においては、球団を保有し、または支配する事業者の代表者で、球団の役員兼務者であり、球団がコミッショナーへ届け出た者を「オーナー」という。この「オーナー」には自然人がなることとなるが、その者について株式の保有割合が一定以上であることは要求されておらず、所有権者（株主会社であれば株式の過半数を握る大株主）ではない者もなれることになる。実例として、同機構の球団の一つ 阪神タイガースの運営会社の間接・100%親会社阪急阪神ホールディングスには、2020年9月末時点でその株式の過半数を握る大株主は存在していないとみられるが、同球団については同機構に対して自然人がオーナーとして届け出られている。
球団運営会社の親会社の代表者（社長・会長など）がオーナーを名乗ることが多い。人事異動で就任し、退任すると球団とは全く縁が切れるような、全くのサラリーマン役員にすぎないケースもある。ただし、一部の球団ではオーナー個人が親会社の経営権を実質的に支配している場合もある。また、親会社において実質的経営権は持たない象徴的な役職(名誉会長、社主など)にある者、逆に直接の親会社において代表的権を持ってない一役員が一種の球団担当役員としてオーナーをつとめる場合もある。
2015年に南場智子（横浜DeNAベイスターズ）が就任するまで女性オーナーはいなかった。